# Gerald Mason
Gerald Mason (ur. 12 sierpnia 1877 w Ashton upon Mersey, zm. 30 września 1951 w Woolacombe) – brytyjski zawodnik lacrosse.
Na igrzyskach olimpijskich w 1908 w Londynie wraz z kolegami zdobył srebrny medal.
Był zawodnikiem klubu Stockport Lacrosse Club.